# Aïssa Laïdouni
Aïssa Laïdouni (ar. عيسى بلال العيدوني; ur. 13 grudnia 1996 w Montfermeil) – tunezyjski piłkarz grający na pozycji środkowego pomocnika. Od 2023 jest zawodnikiem klubu Union Berlin.

## Kariera klubowa
Swoją piłkarską karierę Laïdouni rozpoczął w klubie Angers SCO. W latach 2014–2017 grał w jego rezerwach. W pierwszym zespole zaliczył jeden mecz w Ligue 1, 2 kwietnia 2016, wygrany 1:0 na wyjeździe z Troyes AC.
We wrześniu 2016 Laïdouni został wypożyczony do grającego w Championnat National, Les Herbiers VF. Swój debiut w nim zaliczył 16 września 2016 w przegranym 0:3 wyjazdowym meczu z US Boulogne. W Les Herbiers grał przez rok.
W sierpniu 2017 Laïdouni udał się na wypożyczenie do FC Chambly Oise. Swój debiut w nim zanotował 8 września 2017 w zremisowanym 2:2 domowym meczu z US Boulogne. Zawodnikiem Chambly był przez sezon.
W lipcu 2018 Laïdouni przeszedł do rumuńskiego FC Voluntari. Zadebiutował w nim 22 lipca 2018 w przegranym 1:2 wyjazdowym spotkaniu z Dinamem Bukareszt. W FC Voluntari spędził dwa sezony.
W sierpniu 2020 Laïdouni został piłkarzem Ferencvárosi TC, który zapłacił za niego kwotę 600 tysięcy euro. W klubie tym zadebiutował 30 sierpnia 2020 w zwycięskim 2:1 wyjazdowym meczu z Zalaegerszegi TE FC. W sezonie 2020/2021 wywalczył mistrzostwo Węgier.
| Sezon   | Klub              | Kraj    | Rozgrywki              | Mecze | Gole |
| ------- | ----------------- | ------- | ---------------------- | ----- | ---- |
| 2014/15 | Angers SCO B      | Francja | CFA 2                  | 4     | 0    |
| 2015/16 | Angers SCO        | Francja | Ligue 1                | 1     | 0    |
| 2015/16 | Angers SCO B      | Francja | CFA 2                  | 20    | 2    |
| 2016/17 | Angers SCO B      | Francja | CFA 2                  | 3     | 0    |
| 2016/17 | Les Herbiers VF   | Francja | Championnat National   | 27    | 1    |
| 2017/18 | Angers SCO B      | Francja | Championnat National 3 | 2     | 0    |
| 2017/18 | FC Chambly Oise   | Francja | Championnat National   | 18    | 2    |
| 2017/18 | FC Chambly Oise B | Francja | Championnat National 3 | 2     | 0    |
| 2018/19 | FC Voluntari      | Rumunia | Liga I                 | 29    | 6    |
| 2019/20 | FC Voluntari      | Rumunia | Liga I                 | 23    | 1    |
| 2020/21 | Ferencvárosi TC   | Węgry   | Nemzeti Bajnokság I    | 27    | 3    |

## Kariera reprezentacyjna
W reprezentacji Tunezji Laïdouni zadebiutował 25 marca 2021 w wygranym 5:2 meczu kwalifikacji do Pucharu Narodów Afryki 2021 z Libią, rozegranym w Bengazi. W 2022 roku został powołany do kadry na Puchar Narodów Afryki 2021. Na tym turnieju rozegrał pięć meczów: grupowe z Mali (0:1), z Mauretanią (4:0), z Gambią (0:1), w 1/8 finału z Nigerią (1:0) i ćwierćfinałowy z Burkiną Faso (0:1).